# Everton de Viña del Mar
Everton de Viña del Mar – chilijski klub piłkarski z siedzibą w mieście Viña del Mar.

## Historia
Klub został założony 24 czerwca 1909 i gra obecnie w pierwszej lidze chilijskiej (Primera División). Mecze domowe Everton rozgrywa na oddanym do użytku w roku 1929 stadionie Estadio Sausalito mogącym pomieścić 25000 widzów. Klub do roku 2006 rozegrał 52 sezony w pierwszej lidze oraz 11 sezonów w drugiej.

## Osiągnięcia

### Krajowe
- Primera División

| zwycięstwo (4):     | 1950, 1952, 1976, 2008 (A) |
| drugie miejsce (2): | 1977, 1985                 |

- Copa Chile

| zwycięstwo (1):     | 1984 |
| drugie miejsce (1): | 2016 |